# امیلی آوتم
امیلی آوتم لیدل (به انگلیسی: Emilie Autumn Liddell؛ زادهٔ ۲۲ سپتامبر ۱۹۷۹) خواننده-ترانه‌پرادز، شاعر، مؤلف و ویولن‌زن آمریکایی می‌باشد. سبک موسیقی آوتم توسط خود او به‌عنوان «فیری پاپ»، «راک فانتزی» یا «ویکتوریایی‌صنعتی» توصیف شده است. موسیقی او تحت تأثیر گلم راک و همچنین نمایشنامه‌ها، رمان‌ها و تاریخ، به‌ویژه دوران ویکتوریایی شکل گرفته‌است. آتامن همراه‌با گروه رقصندگان زن به‌نام کرامپت‌های خونین اجرا می‌کند و در آثارش عناصر موسیقی کلاسیک، کاباره، الکترونیکا و گلم راک‌را همراه با نمایش‌های تئاتری و بورلسک ترکیب می‌کند.